# Comuna Hînoci, Volodîmîreț
Hînoci (în ucraineană Хиночі) este o comună în raionul Volodîmîreț, regiunea Rivne, Ucraina, formată din satele Hînoci (reședința) și Radîjeve.

## Demografie
Componența lingvistică a comunei Hînoci
     Ucraineană (99,92%)
     Alte limbi (0,08%)
Conform recensământului din 2001, majoritatea populației comunei Hînoci era vorbitoare de ucraineană (99,92%), existând în minoritate și vorbitori de alte limbi.